# Sh2-29
Sh2-29 est une nébuleuse en émission située dans la constellation du Sagittaire, près de la nébuleuse de la Lagune et à ∼ 5 500 a.l. (∼ 1 690 pc) de la Terre.
À l'intérieur de la nébuleuse se détache la région de formation d'étoiles NGC 6559, qui malgré sa petite taille de quelques années-lumière montre les effets potentiels des étoiles dans les nébuleuses. Les étoiles les plus brillantes n'ont pas plus de 2 millions d'années (contre 4,5 milliards pour le Soleil) et émettent un fort rayonnement qui chauffe la poussière et les gaz, tandis que les vents stellaires érodent la zone environnante. Un exemple pourrait être une cavité creusée par un système binaire très énergétique et maintenue en expansion, créant une accumulation de matière interstellaire qui forme une bordure en forme d'arc rougeâtre. La lumière rougeâtre diffuse provient de l'émission d'hydrogène gazeux, tandis que la lumière bleue scintillante provient de la réflexion produite par la poussière, à laquelle s'ajoutent également des amas de poussière filamenteux qui bloquent la lumière dans de petites nébuleuses sombres. Tout cela fait de Sh2-29 une région potentielle pour la recherche sur la formation d'étoiles.